# Stade Auxerre
El Stade Auxerre es un club multideportes de Auxerre, en Francia.

## Historia
A diferencia del otro club de fútbol de Auxerre, el AJ Auxerre, este es un club más popular, un club de obreros.[cita requerida] Después de la guerra, los partidos de fútbol entre el Stade Auxerre y el AJ Auxerre estaban mezclados entre deporte y política.[cita requerida]
Con los años y el profesionalismo del AJ Auxerre, la rivalidad ha disminuido entre los dos clubes.[cita requerida] Hoy, casi todos los jóvenes de Auxerre, juegan para hacerse un hueco en el único gran club de Auxerre, el AJ Auxerre, ya que el Stade Auxerre apenas tiene unas 400 licencias.[cita requerida]

## Estadio
Juega en el estadio de l'Arbre-Sec que tiene una capacidad de 4.000 localidades. Fue construido en los años siguientes de la creación del club del Stade Auxerre, exactamente en 1945.